# Alamosit
Alamosit ist ein selten vorkommendes Mineral aus der Mineralklasse der „Silikate und Germanate“ mit der chemischen Zusammensetzung PbSiO3 und damit chemisch gesehen ein Bleisilikat, das strukturell zu den Kettensilikaten gehört.
Alamosit kristallisiert im monoklinen Kristallsystem und entwickelt faserige Kristalle mit diamantähnlichem Glanz auf den Oberflächen, die meist zu radialstrahligen bis kugeligen Mineral-Aggregaten bis etwa 7,5 Zentimeter Größe angeordnet sind. In reiner Form ist Alamosit farblos und durchsichtig. Durch vielfache Lichtbrechung aufgrund von Gitterbaufehlern oder polykristalliner Ausbildung kann er aber auch weiß erscheinen und durch Fremdbeimengungen eine hellgraue bis beige Farbe annehmen, wobei die Transparenz entsprechend abnimmt.

## Etymologie und Geschichte
Entdeckt wurde Alamosit nahe der Stadt Álamos (Alamos) im mexikanischen Bundesstaat Sonora und beschrieben 1909 durch Charles Palache und Herbert E. Merwin, die das Mineral nach seiner Typlokalität benannten.
Typmaterial des Minerals wird an der Harvard University in Cambridge (Massachusetts) in den USA unter den Register-Nr. 84859 und 85509 aufbewahrt.

## Klassifikation
Bereits in der veralteten, aber teilweise noch gebräuchlichen 8. Auflage der Mineralsystematik nach Strunz gehörte der Alamosit zur Mineralklasse der „Silikate und Germanate“ und dort zur Abteilung der „Kettensilikate und Bandsilikate (Inosilikate)“, wo er als Namensgeber die „Alamositgruppe“ mit der System-Nr. VIII/F.32 und dem weiteren Mitglied Aerinit bildete.
Die seit 2001 gültige und von der International Mineralogical Association (IMA) verwendete 9. Auflage der Strunz’schen Mineralsystematik ordnet den Alamosit ebenfalls in die Abteilung der „Ketten- und Bandsilikate (Inosilikate)“ ein. Diese ist allerdings weiter unterteilt nach der Struktur der Ketten, so dass das Mineral entsprechend seiner Zusammensetzung in der Unterabteilung „Ketten- und Bandsilikate mit 7-, 8-, 10-, 12- und 14-periodischen Ketten“ zu finden ist, wo es als einziges Mitglied die unbenannte Gruppe 9.DO.20 bildet.
Auch die vorwiegend im englischen Sprachraum gebräuchliche Systematik der Minerale nach Dana ordnet den Alamosit in die Klasse der „Silikate und Germanate“ und dort in die Abteilung der „Kettensilikatminerale“ ein. Hier ist er als einziges Mitglied in der unbenannten Gruppe 65.07.01 innerhalb der Unterabteilung „Kettensilikate: Einfache unverzweigte Ketten, W=1 mit Ketten P>7“ zu finden.

## Kristallstruktur

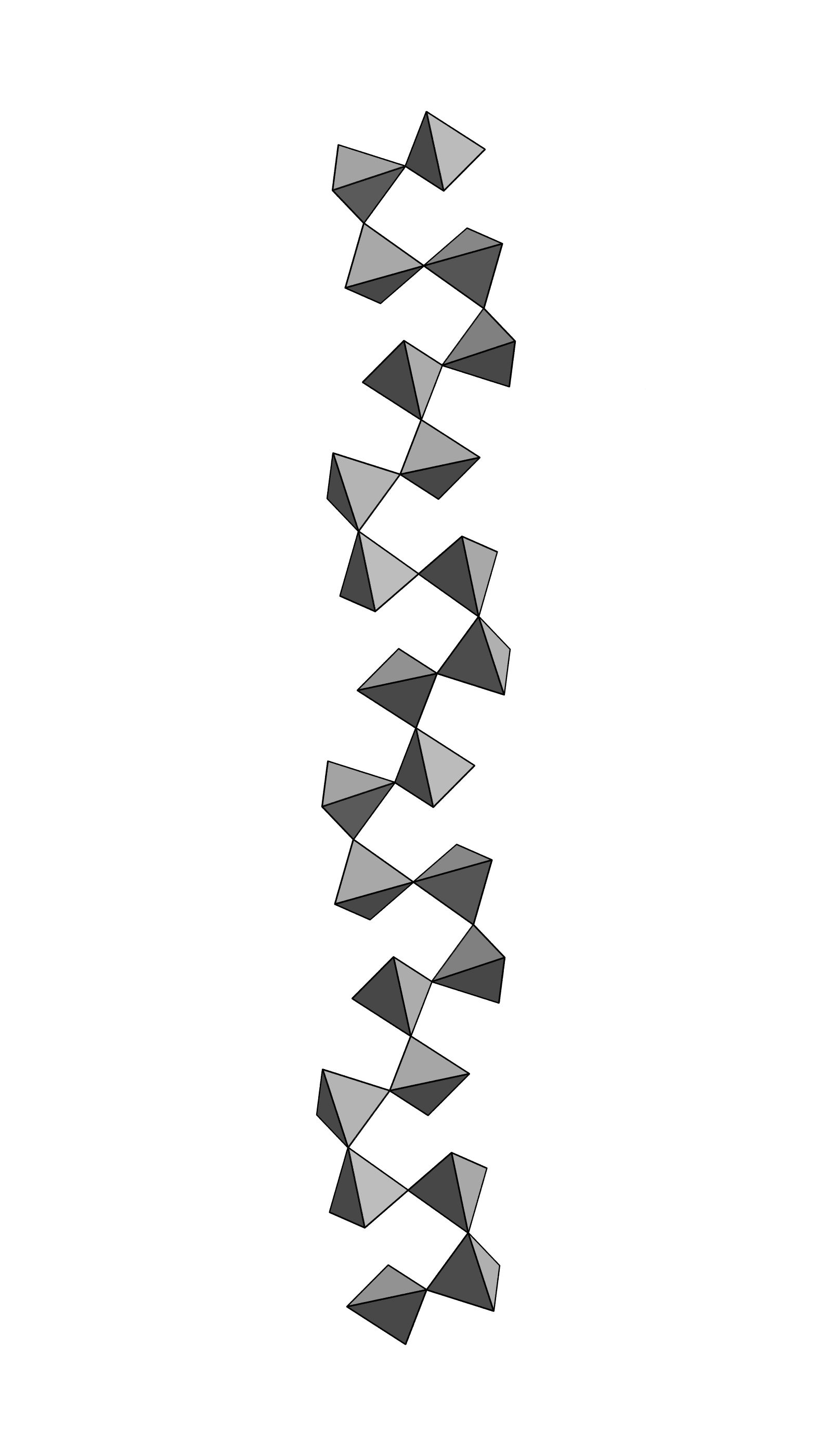
Kristallstruktur von Alamosit

Alamosit kristallisiert monoklin in der Raumgruppe P2/c (Raumgruppen-Nr. 13) mit den Gitterparametern a = 11,23 Å; b = 7,08 Å; c = 12,95 Å und β = 119,6° sowie einer Formeleinheit pro Elementarzelle.
Die Kristallstruktur von Alamosit besteht aus SiO4-Tetraedern, die senkrecht zur b-Achse (010) zu unverzweigten, zick-zack-förmigen Zwölfer-Einfachketten verbunden sind. Diese werden über PbO3- und PbO4-Pyramiden miteinander zu Schichten entlang derselben Achse verknüpft.
Die Kristallformen sind zwar nahe verwandt mit denen von Wollastonit, jedoch durch das viel größere Pb2+-Ion nicht direkt vergleichbar.

## Bildung und Fundorte

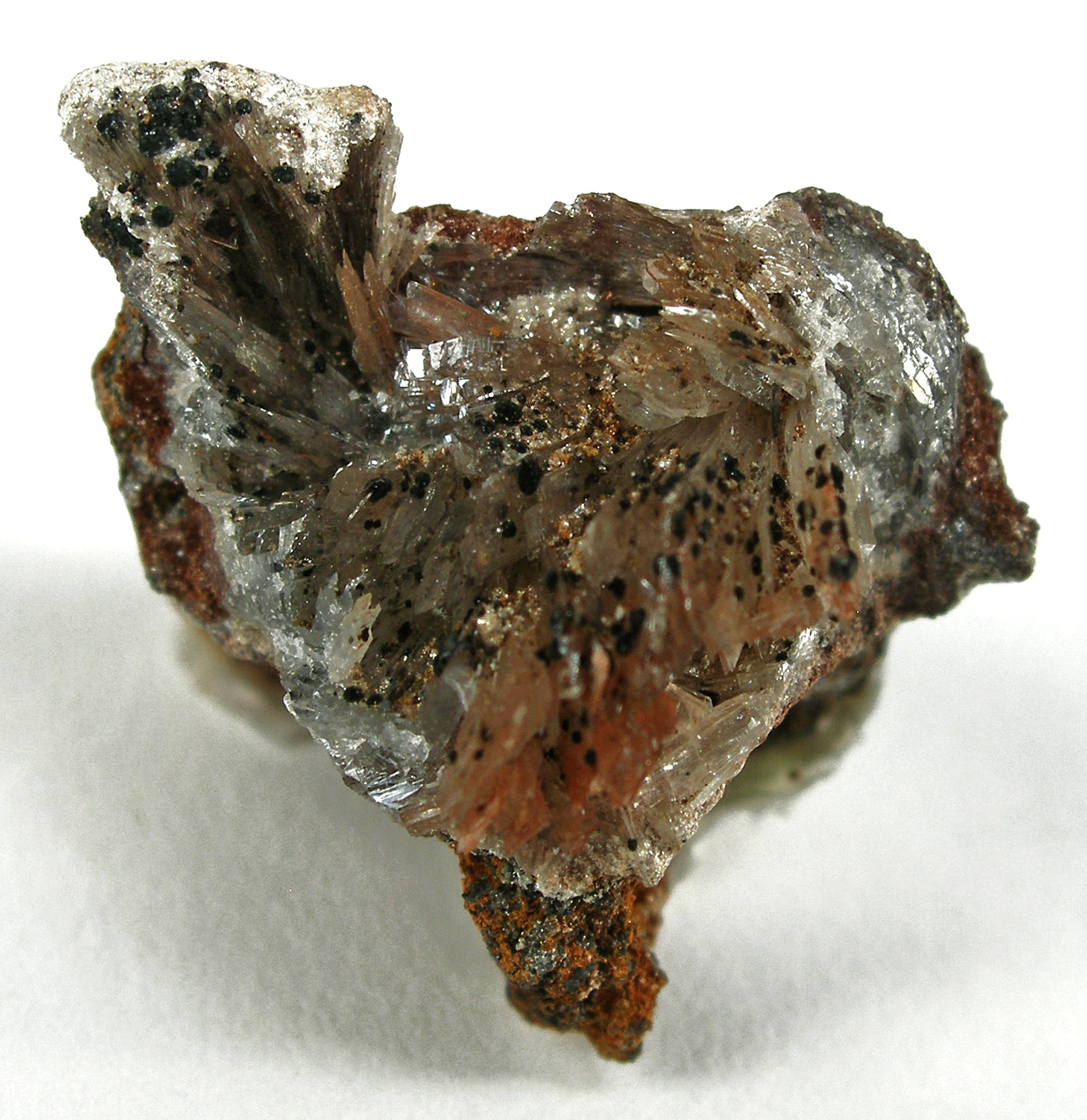
Alamosit (farblos) mit Einschlüssen eines unbekannten, orangefarbenen Minerals und Melanotekit (schwarz) aus Tsumeb, Namibia (Größe: 1,9 cm × 1,9 cm × 1,5 cm)

Alamosit bildet sich sekundär in der Oxidationszone bleihaltiger Erz-Lagerstätten. Als Begleitminerale können unter anderem Anglesit, Cerussit, Diaboleit, Fleischerit, Hämatit, Kegelit, Leadhillit, Melanotekit, Phosgenit, Shattuckit, Wickenburgit, Willemit, Wulfenit auftreten.
Als seltene Mineralbildung konnte Alamosit nur an wenigen Fundorten nachgewiesen werden, wobei bisher (Stand 2014) weniger als 15 Fundorte bekannt sind. Neben seiner Typlokalität Alamos in Sonora trat das Mineral in Mexiko noch in der San Pascual Mine (San Pasquale Mine) bei Zimapán im Bundesstaat Hidalgo zutage.
Weitere bisher bekannte Fundorte sind die Tsumeb Mine (Tsumcorp Mine) in Namibia, die Skjerpemyr Mine im Bergbau-Bezirk Grua (Oppland), die Harstigen Mine bei Pajsberg und die Grubengemeinde Långban in der schwedischen Provinz Värmland sowie die Lucky Cuss Mine bei Tombstone, die Evening Star Mine bei Tiger Wash (Belmont Mountain, Maricopa County), mehrere kleine Fundpunkte in den Artillery Mountains (Mohave County) und die Mammoth-Saint Anthony Mine in der Lagerstätte St. Anthony (Mammoth District, Pinal County) im US-Bundesstaat Arizona.